# Xalet de Joan Planas
El Xalet de Joan Planas és un edifici eclèctic del municipi de Sant Cugat del Vallès (Vallès Occidental), al Rabassalet, que forma part de l'Inventari del Patrimoni Arquitectònic de Catalunya. Va ser construït el 1905, obra de l'arquitecte Salvador Puiggròs i Figueras.

## Descripció
És un edifici de tres plantes amb coberta d'un aiguavés. De bella composició de finestres i volums. Destaca la tribuna de ferro i vidre situada al primer pis que està molt esbotzada. A la façana lateral, una balustrada de terracota que és sostinguda per arcs rebaixats i columnes salomòniques fetes amb totxo.